# True Lovers
Albums de Miliyah Katō
Heaven
(2010) Loveland
(2014)
Compilations par Miliyah Katō
M Best
(2011)
Singles
True Lovers est le 6ealbum de Miliyah Katō, sorti sous le label Mastersix Foundation le 21 novembre 2012 au Japon. Il contient les pistes titres de ces cinq derniers singles : Yuushatachi, Roman, Aiaiai, Heart Beat, Lovers part II. Il atteint la 2e place du classement de l'Oricon. Il se vend à 58 866 exemplaires la première semaine, et reste classé pendant 20 semaines, pour un total de 110 469 exemplaires vendus.

## Liste des titres
| 1.  | Heart Beat | Miliyah                                          | Miliyah, Manaboon                  | Mitsunori Ikeda, Miliyah & Manaboon (arrangement du chœur)                          | 5:42 |
| 2.  | Konya wa Boogie Back (今夜はブギー・バック) feat. Shimizu Shota & SHUN (Original: Scha Dara Parr feat. Ozawa Kenji) | K. Ozawa, M. Koshima, S. Matsumoto, Y. Matsumoto | K. Ozawa, M. Koshima, S. Matsumoto |                                                                                     | 5:55 |
| 3.  | Lovers part II feat. Wakadanna                                                                                      | Miliyah, Wakadanna                               | Miliyah, Wakadanna                 | 3rd Productions, Yuichiro Goto (arrangement d'un instrument à corde)                | 6:41 |
| 4.  | Nemurenu Yoru no Sei de (眠れぬ夜のせいで)                                                                          | Miliyah                                          | Miliyah                            | Miliyah (arrangement du chœur)                                                      | 5:03 |
| 5.  | True | Miliyah                                          | Miliyah                            | Yuichiro Goto (arrangement d'un instrument à corde), Miliyah (arrangement du chœur) | 5:05 |
| 6.  | With U | Miliyah                                          | Miliyah                            | Miliyah (arrangement du chœur)                                                      | 4:52 |
| 7.  | Baby Love | Miliyah                                          | Miliyah                            | Miliyah (arrangement du chœur)                                                      | 4:02 |
| 8.  | Heartbreaker | Miliyah                                          | Miliyah                            | Miliyah (arrangement du chœur)                                                      | 5:34 |
| 9.  | Aiaiai | Miliyah                                          | Miliyah                            | Miliyah (arrangement du chœur)                                                      | 4:30 |
| 10. | All I Want Is You                                                                                                   | Miliyah                                          | Miliyah                            | ZETTON, Miliyah (arrangement du chœur)                                              | 3:50 |
| 11. | Roman (Album ver.)                                                                                                  | Miliyah                                          | Miliyah                            | Yuichiro Goto (arrangement d'un instrument à corde), Miliyah (arrangement du chœur) | 4:35 |
| 12. | Itoshi Hito (愛しい人)                                                                                              | Miliyah                                          | Miliyah                            | Miliyah (arrangement du chœur)                                                      | 4:53 |
| 13. | Yūshatachi (勇者たち)                                                                                               | Miliyah                                          | Miliyah                            | Yuichiro Goto (arrangement d'un instrument à corde), Miliyah (arrangement du chœur) | 6:16 |
| 14. | Ugly | Miliyah                                          | Miliyah                            | Miliyah (arrangement du chœur)                                                      | 5:11 |

| 1.  | Yūshatachi (Clip vidéo)                                  |  |  |
| 2.  | Desire (Clip vidéo)                                      |  |  |
| 3.  | Baby! Baby! Baby! (Clip vidéo)                           |  |  |
| 4.  | Roman (Clip vidéo)                                       |  |  |
| 5.  | Aiaiai (Clip vidéo)                                      |  |  |
| 6.  | Heart Beat (Clip vidéo)                                  |  |  |
| 7.  | Lovers partII feat. Wakadanna (Clip vidéo)               |  |  |
| 8.  | Countdown Movie - WHAT IS YOUR “ROMAN"? (Special Movies) |  |  |
| 9.  | HEART BEAT Teaser Movie (Special Movies)                 |  |  |
| 10. | M BEST TOUR 2011 Teaser Movie (Special Movies)           |  |  |